# Nitrianske Rudno
Nitrianske Rudno je obec na Slovensku v okrese Prievidza v Trenčínském kraji ležící na řece Nitrica. Nad obcí je vodní nádrž s plochou 89 ha. Žije zde přibližně 1 900 obyvatel.
Obec sa vyvinula z havířské osady. První písemná zmínka o obci je z roku 1275. V obci je římskokatolický kostel sv. Andreje Svorada a Benedikta z roku 1789.